# Oravský Podzámok
Oravský Podzámok je obec v okrese Dolný Kubín v Žilinském kraji na Slovensku, na Oravě. Žije v něm přibližně 1 400 obyvatel. Přes obec prochází železniční trať Kraľovany–Trstená.

## Historie
Vznik obce Oravský Podzámok je spjatý s existencí Oravského hradu. Oravský hrad i s celým územím Oravy byl střídavě majetkem krále a bohatých zeměpánů. Prvními písemně doloženými majiteli hradu byli příslušníci rodiny Bašovcov ze Zvolena. Hrad je zmiňován už v polovině 13. století, ale vesnice v podhradí vznikla pravděpodobně později. První písemná zmínka o ní pochází z roku 1559. Vyvinula se z hradního dvora, který založili Thurzovci v polovině 16. století.

## Přírodní poměry
Vesnice leží v nadmořské výšce 511 metrů a její katastrální území má výměru 35,248 km². Skála s hradem je chráněna jako národní přírodní památka Oravské hradní bradlo a tok řeky Oravy je součástí chráněného areálu Rieka Orava.

## Osobnosti

### Rodáci
- Milan Janák (1910–1982), ekonom
- František Paňák (1908–1997), římskokatolický kněz, náboženský publicista a překladatel
- Ján Sinapius-Horčička (1625–1682), evangelický kněz a spisovatel

### Působiště
- Daniel Paulina († 1623), evangelický kněz, náboženský spisovatel a filozof
- Jozef Benický (1903–1959), prozaik a notář